# Historie webdesignu
Webdesign je multidisciplinární proces zaměřený na návrh a vývoj webových stránek. Spojuje estetickou tvorbu s funkčními a technickými aspekty. Moderní webové stránky již nejsou pouhými statickými stránkami; vyžadují promyšlený návrh, který klade důraz na uživatelskou přívětivost, vizuální atraktivitu a intuitivní rozhraní.
Proces webdesignu začíná analýzou potřeb cílového publika. Na základě těchto analýz jsou vytvářeny drátové modely (wireframy), které slouží jako vizuální návrh rozložení prvků na stránce. Dále následuje výběr barevných schémat, typografie a dalších designových prvků, přičemž cílem je vytvořit nejen esteticky, ale i funkčně efektivní webovou stránku. Tento proces často zahrnuje spolupráci s odborníky na SEO, vývojáři a dalšími specialisty, aby výsledný web odpovídal obchodním i technickým požadavkům.
Webdesign lze chápat jako specifickou oblast front-end vývoje, která zahrnuje tvorbu uživatelského rozhraní a psaní značkovacího kódu (HTML). Současně se však částečně prolíná s širšími oblastmi webového inženýrství, které pokrývají i vývoj serverových částí webových aplikací. Dodržování aktuálních standardů, jako jsou principy přístupnosti a použitelnosti, je klíčové pro dosažení webových stránek, které budou vyhovovat širokému spektru uživatelů.

## Historie

### 1988–2001
Webdesign, ačkoliv se jedná o poměrně mladou disciplínu, je úzce propojen s grafickým designem, návrhem uživatelských rozhraní a multimediální tvorbou. Jeho vývoj je nedílně spjat s technologickým pokrokem, který umožnil přechod od jednoduchých statických stránek k dynamickým a interaktivním webovým aplikacím. Již od svého vzniku se stal webdesign klíčovou součástí každodenního života, kdy moderní internet zahrnuje animace, různé styly typografie, poutavá vizuální pozadí, videa a hudbu.

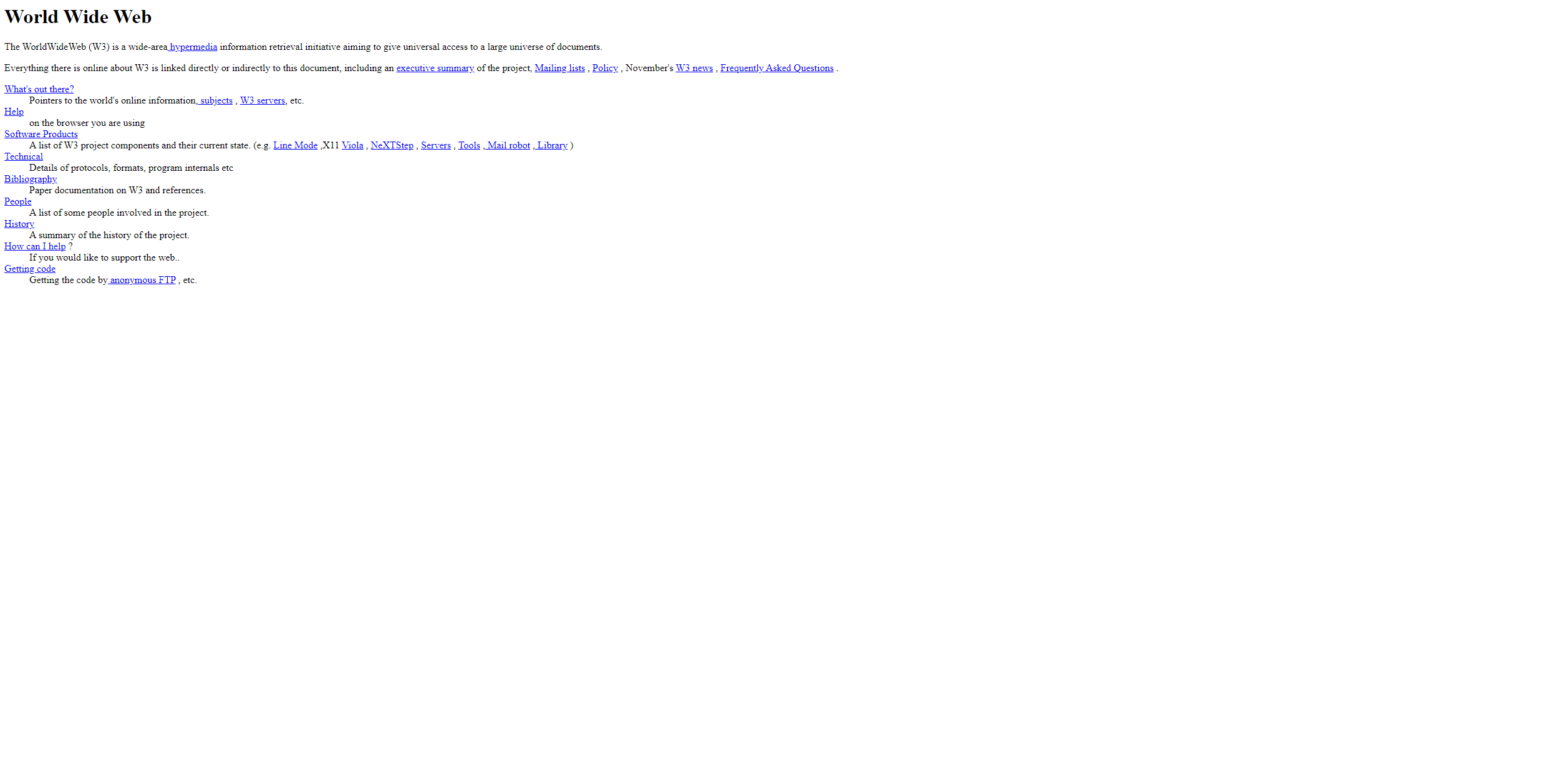
Snímek obrazovky kopie první webové strány

První webová stránka byla zveřejněna 6. srpna 1991 a byla vytvořena v prostředí CERN. V listopadu 1992 byla tato stránka spuštěna jako první aktivní web na platformě World Wide Web. Rané webové stránky byly vytvářeny pomocí značky <table>, což umožňovalo základní strukturování obsahu, ale zároveň značně omezovalo flexibilitu návrhu. Tento problém byl postupně řešen s příchodem pokročilejších technologií, jako byly kaskádové styly (CSS) a JavaScript.  
V roce 1993 byl spuštěn ALIWEB (Archie Like Indexing for the WEB), první webový vyhledávač, který výrazně usnadnil orientaci na internetu a přispěl k jeho větší dostupnosti. Tento pokrok umožnil rozšíření internetu mezi širší veřejnost a položil základy pro rychlý rozvoj webdesignu. 

#### Počátky webu a webdesignu
V roce 1989 Tim Berners-Lee, tehdy zaměstnaný v CERNu, navrhl koncept globálního hypertextového systému, který se později stal známý jako World Wide Web. Tento systém, vycházející z jeho předchozího projektu „Enquire“, byl vytvořen za účelem usnadnění spolupráce a sdílení informací prostřednictvím propojených dokumentů v síti. Berners-Lee vyvinul první webový server „httpd“ a první klientskou aplikaci „WorldWideWeb“, která fungovala jako prohlížeč i editor hypertextu v prostředí NeXTSTEP. Projekt byl zahájen v říjnu 1990 a první verze softwaru byla v prosinci téhož roku zpřístupněna v CERNu. V létě 1991 byl systém poprvé zpřístupněn širší internetové komunitě. 
V říjnu 1994 bylo založeno World Wide Web Consortium (W3C) s cílem „rozvíjet World Wide Web do jeho plného potenciálu vývojem protokolů a směrnic, které zajistí dlouhodobý růst Webu“.
Rychlý rozvoj internetu a jeho rostoucí popularita vedly k tomu, že vývoj technologií, jako je HTML, předběhl tradiční proces schvalování standardů. Společnosti vyvíjející prohlížeče, například Netscape, začaly implementovat vlastní HTML značky, které vylepšily vzhled webových stránek, ale zároveň způsobily nekompatibility mezi různými prohlížeči. Microsoft reagoval zavedením vlastních funkcí, což vedlo k tzv. „válkám prohlížečů“. Tento konkurenční boj často ignoroval standardizaci a přinesl neslučitelné technologie, jako byly značky pro změny barev nebo tabulkové rozvržení.
Na přelomu 90. let se objevily nové nástroje, které usnadnily práci webdesignérům. Software jako Adobe Photoshop umožnil snadnou manipulaci s obrazovými daty a přizpůsobení grafických prvků pro webové prostředí. Aplikace jako Shockwave a Flash přinesly pohyb a interaktivitu na webové stránky, což vedlo k vytváření poutavějších a dynamičtějších uživatelských rozhraní.
Mezi lety 1996 a 1999 se rychle rozvíjely technologie jako kaskádové styly (CSS), JavaScript a DHTML. Přestože spory mezi vývojáři prohlížečů způsobily nejednotnost, přispěly k technologickému pokroku webového designu. Vývojáři se postupně sjednotili pod iniciativou Web Standards Project (WaSP), která byla založena v roce 1998, aby podporovali přijetí standardů W3C. Tato iniciativa zásadně přispěla k vytvoření moderních webových technologií, které jsou dnes běžně používané.

#### Konec první prohlížečové války
Na přelomu tisíciletí dosáhl konkurenční boj mezi Netscape a Microsoftem svého vrcholu. Tento konflikt, známý jako „války prohlížečů“, vedl k rychlému rozvoji webových technologií, ale zároveň způsobil nejednotnost ve standardech. V roce 2000 byl vydán Internet Explorer 5 pro MacOS, který jako první plně podporoval standardy HTML 4.01, CSS 1 a formát PNG s alfa kanálem, umožňujícím průhlednost. Tento technologický pokrok, spolu s integrací Internet Exploreru do operačního systému Windows, poskytl Microsoftu významnou konkurenční výhodu. 
Mezitím Netscape čelil potížím spojeným s vývojem komplexních aplikací a zdlouhavým procesem vydávání nových verzí. V roce 2000 byla společnost prodána firmě AOL, což znamenalo konec jejího samostatného působení na trhu prohlížečů. Do roku 2001 dosáhl Internet Explorer přibližně 96% podílu mezi webovými prohlížeči, což fakticky ukončilo první války prohlížečů. Netscape se již nedokázal plně zotavit a jeho podíl na trhu se stal zanedbatelným.
Tento vývoj označil začátek éry dominance Internet Exploreru, která trvala více než deset let. Během tohoto období se Microsoft soustředil na integraci svého prohlížeče do operačního systému, což výrazně ovlivnilo dostupnost alternativních prohlížečů a inovace na trhu. 

#### 2001–2012
Po roce 2000 se internet stal neoddělitelnou součástí každodenního života, což přineslo významné technologické změny a změnu způsobu, jakým lidé přistupují k webu. S koncem tzv. „válek prohlížečů“ získaly na popularitě open-source prohlížeče, jako Mozilla Firefox a později Google Chrome, založený na projektu Chromium. Tyto prohlížeče nabídly rychlejší aktualizace a výrazně lepší podporu nových standardů, včetně HTML5, CSS3 a moderních JavaScriptových API. Vývoj se odklonil od proprietárních technologií, typických pro Internet Explorer, a zaměřil se na otevřenější a standardizované přístupy. To umožnilo vznik dynamických, přístupných a uživatelsky přívětivých webových stránek, které se staly základem pro současný internet. Výrazný důraz byl kladen na interoperabilitu, bezpečnost a inovace.
S rostoucím významem webových standardů se zároveň zvýšila potřeba archivace webového obsahu. Archivované webové stránky mají významnou hodnotu jako historické dokumenty, které dokumentují vývoj webového designu, technologií i společenských hodnot v daném období. Tento proces však čelí výzvám, jako jsou technologická omezení a obtíže při zachycování plné funkcionality dynamického obsahu. Pro uchovávání a zpřístupnění historického webového obsahu vznikly archivy, jako je například Internet Archive, který umožňuje prohlížení starších verzí webových stránek prostřednictvím služby Wayback Machine.
Rozšíření technologií 3G a LTE vedlo k dramatickému nárůstu používání mobilního internetu. Tento trend způsobil významný přesun webového provozu z desktopových zařízení na mobilní zařízení. Tento vývoj zásadně ovlivnil webdesign, který se začal zaměřovat na vytváření responzivních webů optimalizovaných pro mobilní uživatele. Responzivní design zahrnuje jednoduché, efektivní a uživatelsky přívětivé návrhy respektující technická omezení mobilních platforem. Důležitým milníkem tohoto přístupu byl vznik strategie „mobile-first“, která klade důraz na návrh webových stránek primárně pro mobilní zařízení, s následným přizpůsobením větším obrazovkám. Tento přístup se stal klíčovým faktorem úspěchu zejména po roce 2012, kdy mobilní uživatelé překonali v počtu uživatele desktopových zařízení.

### Vývoj po roce 2012
Po roce 2012 začala umělá inteligence hrát klíčovou roli ve vývoji webdesignu. Díky možnostem automatizace, které umělá inteligence přinesla, bylo možné zefektivnit mnoho designových a vývojových procesů a výrazně snížit náklady. Jedním z hlavních přínosů bylo zavedení personalizace obsahu, kdy analýza uživatelského chování a preferencí uživatelů umožnila přizpůsobit obsah webových stránek jejich individuálním potřebám. Umělá inteligence také přispěla k rozvoji automatizovaných nástrojů, které usnadňují návrh rozvržení stránek a optimalizaci obsahu. 
Dalším významným trendem bylo nasazení chatbotů a virtuálních asistentů, které zlepšily zákaznickou podporu a interakci s uživateli. Tyto technologie nejen zvyšovaly spokojenost uživatelů, ale také umožnily efektivnější komunikaci na webových platformách. S rostoucím využíváním umělé inteligence se však objevily i nové výzvy, zejména v oblasti ochrany osobních údajů a etiky při jejím nasazování. 
Rozvoj umělé inteligence v oblasti webdesignu se rovněž zaměřuje na optimalizaci výkonu webových aplikací, včetně predikce zatížení serverů a zlepšení bezpečnosti prostřednictvím systémů pro odhalování kybernetických hrozeb. Tyto inovace přispěly k dalšímu zvyšování kvality a efektivity moderních webových stránek.